# Conostylis prolifera
Conostylis prolifera är en enhjärtbladig växtart som beskrevs av George Bentham. Conostylis prolifera ingår i släktet Conostylis och familjen Haemodoraceae. Inga underarter finns listade.